# Harry Hebner
Pour les articles homonymes, voir Hebner.
Harry Joseph Hebner, né le 15 juin 1891 à Chicago et mort le 12 octobre 1968 à Michigan City, est un nageur et joueur de water-polo américain.

## Biographie
Aux Jeux olympiques de 1908 à Londres, Harry Hebner remporte la médaille de bronze en relais 4x200 mètres nage libre ; s'il passe les séries de qualifications du 100 mètres nage libre, il est éliminé en demi-finale. En 1912 à Stockholm, il est sacré champion olympique du 100 mètres dos, et prend la médaille d'argent du relais 4x200 mètres nage libre. C'est avec l'équipe des États-Unis de water-polo masculin qu'il dispute les Jeux olympiques de 1920 .
Il entre à l'International Swimming Hall of Fame en 1968.
Il est entraîné par William Bachrach.